# Сетина
Сетина (Скопос) је насеље у Грчкој у општини Лерин, периферија Западна Македонија. Према попису из 2021. било је 103 становника. Сетина је словенско насеље.

## Географија
Сетина се налази недалеко од северномакедонске границе, лежи у котлини испод планине Кајмакчалан. У селу се налази и црква Свети Николај (Ајос Николаос).

## Историја
1017. године код Сетине је била битка између победоносне Византије (војсковођа Константин Диоген) и Самуиловим царством, које је водио Јован Владислав.
- Црква у Ајос Николаос
- Фреска Пантократора у цркви

## Познате личности
- Сократ Мојсов, бивши југословенски фудбалер